# 日本大学カザルスホール

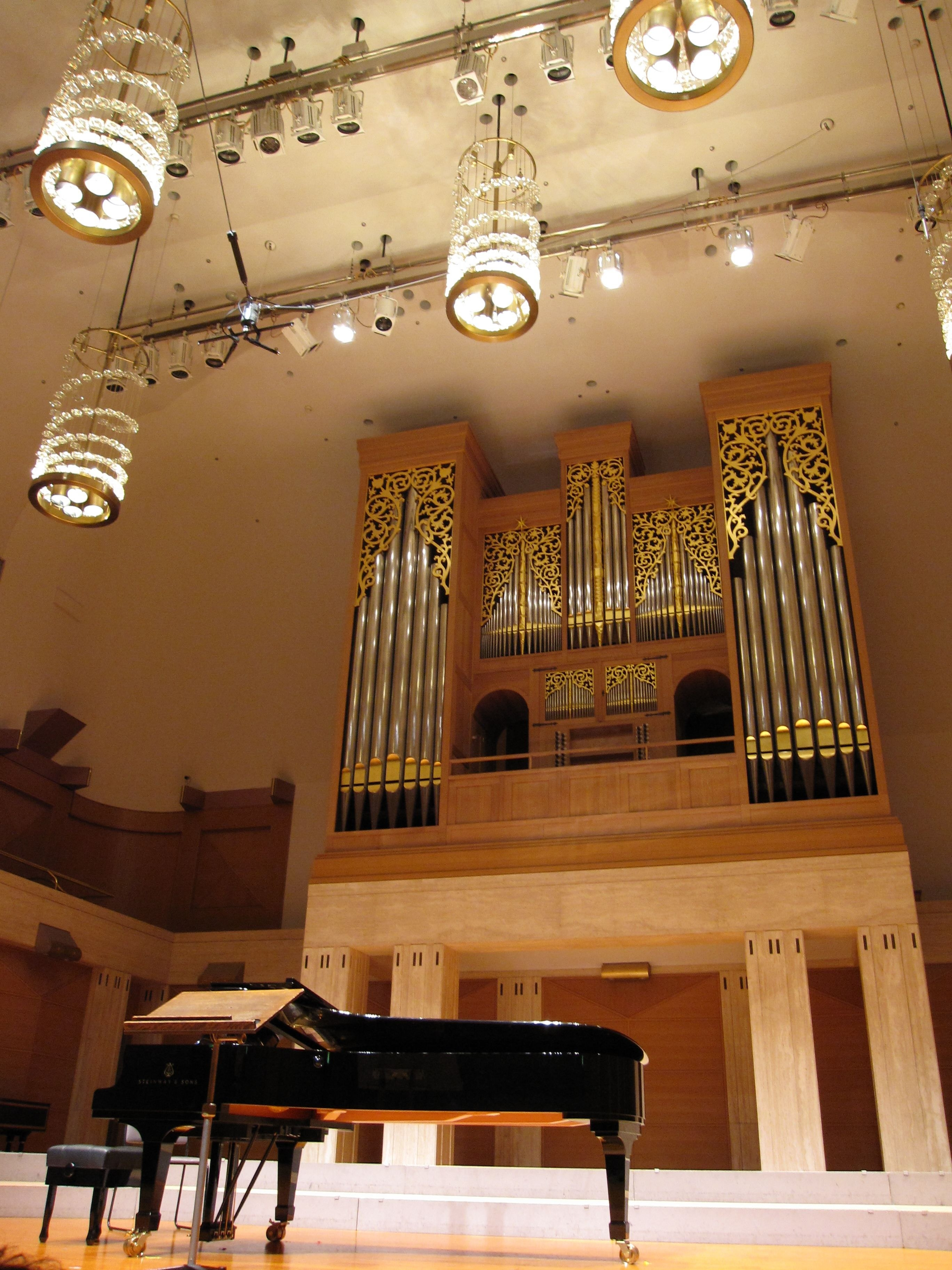
ステージとパイプオルガン（2008年撮影）

日本大学カザルスホール（にほんだいがくカザルスホール、英: Nihon University Casals Hall）は、東京都千代田区にあるコンサートホール。2003年以降は日本大学の所有となり、日本大学大学院法務研究科（お茶の水キャンパス）など、入居する部署を変えながら学校施設として使用されている。音楽ホールとしての使用は2010年を最後におこなわれていない。2026年6月に新装オープンする予定である。

## 概要
主婦の友社ビル跡に、主婦の友社の完全子会社である株式会社お茶の水スクエアにより、オフィス・コンサートホールとして開発された複合施設（A館、B館、C館の3棟）であった。
お茶の水スクエアA館は、「日本大学カザルスホール」と改称し再開業した。当初はホールとの兼ね合いから日本大学藝術学部の一部機能を移転させる方向で模索していたが、法科大学院設置構想が進捗したことに伴い転用された。
地上13階、地下3階建てで鉄骨鉄筋コンクリート構造。
カザルスホールは、ウィリアム・メレル・ヴォーリズ設計の旧主婦の友社ビルの外観を模したものである。
ホール自体は取り壊しが決定されているわけではなく、存続の是非が検討されたが、前述の通り校舎部分の利用予定が数年先まで決まっている。千代田区も、学校法人日本大学へホールの存続を申し入れている。
2022年7月1日に行われた日本大学理事長就任の記者会見のあいさつの中で林真理子理事長は、カザルスホールの復活を新理事長の3つの案の一つとして挙げ、記者からの質問に「卒業生の力も借りて、寄付を募っていく」と語った。
2022年7月17日付の朝日新聞（声）の欄に、京都府の無職の投稿者（69歳）が「カザルスホールの復活を期待」と題し「日本大学の理事長に作家の林真理子氏が就任した。そこでお願いしたいことがある。」とホールの存続を願う文章を投稿した。これに対し、林は3日後の同20日、同じ投稿欄に「作家 林真理子（東京都 68）」として「名ホール復活、みなさんの支援で」と題した文章を投稿。自身のホール復活の構想を改めて説明し、投稿者に対して応援団の一人として協力してほしいと応答した。
2023年7月11日に日本大学理事長就任1年の節目で開かれた記者会見の中で林真理子理事長は、カザルスホールを2026年6月に復活させることを明らかにし、「学生のためのホールを念頭に各学部、付属校と連携して十分に活用したい」と話した。約1億円の寄付が集まっているという。10月21日にはサントリーホールでパブロ・カザルスの没後50年記念コンサートも開く。

## 年表
- 1987年
  - 9月 - 旧A館は建築家磯崎新の設計によって竣工。
- 2002年
  - 12月 - 取得。（11月より一時閉鎖。）
- 2003年
  - 4月 - 日本大学カザルスホールに改称し再開業。
- 2004年
  - 旧オフィス区画に日本大学大学院法務研究科（法科大学院）の開設にともない、正式に日本大学お茶の水キャンパスとなる。ホールは講堂、後に模擬法廷として利用。
- 2010年
  - 3月31日 - ホール貸出終了（駿河台日本大学病院をホール跡に建設する計画が有力と報道された[要出典]）。一方、閉鎖を受けて音楽関係者による「カザルスホールを守る会」が結成された[1]。
  - 5月 - 学校法人日本大学は、学内に検討委員会を発足させ、その後の計画を模索。
- 2014年
  - 11月10日 - 日本大学大学院法務研究科を法学部校舎近くにある三崎町（水道橋）へ移転。
- 2015年
  - 3月 - 日本大学理工学部が駿河台図書館として新たに使用開始。
- 2017年
  - 近隣の建て替え工事中の理工学部用校舎として使用。理工学部校舎の完成後には、同じく建て替え工事でスペースが不足する日本大学歯学部が使用。
- 2022年
  - 7月1日 - 新理事長に就任した林真理子氏が、就任会見でオール日大の力を結集して改修、復活を目指す方針を示した[3]。
- 2023年
  - 7月11日 - 林真理子理事長は記者会見で、2026年6月に新装オープンすると発表した[2]。
- 2026年
  - 6月 - 新装オープン（予定）[2]

## 周辺
- 日本大学の校舎（日本大学歯学部、日本大学理工学部）
- 日本大学病院

## その他
ホールの舞台に当たる位置には太平洋戦争前に八幡館という旅館が所在していた。1931年9月に岩手県から上京した宮沢賢治が止宿するも高熱を発し、約一週間の逗留の後に帰郷、そのまま病床につき約2年後に死去した。